# Aloe formosa
Aloe formosa é uma espécie de liliopsida do gênero Aloe, pertencente à família Asphodelaceae.